# رالف کمپلن
رالف کمپلن (انگلیسی: Ralph Kemplen; ۸ اکتبر ۱۹۱۲ – ۴ آوریل ۲۰۰۴) یک تدوین‌گر اهل بریتانیا بود.

## بخشی از فیلم‌شناسی
- اولیور! (۱۹۶۸) نامزد جایزه اسکار بهترین تدوین فیلم
- روز شغال (۱۹۷۳) برنده جایزه بفتا بهترین تدوین فیلم / نامزد جایزه اسکار بهترین تدوین فیلم
- مردی برای تمام فصول (۱۹۶۷)
- اسکندر کبیر (۱۹۵۶)
- فرصتی برای پیشرفت (۱۹۵۹)
- مولن روژ (۱۹۵۲) نامزد جایزه اسکار بهترین تدوین فیلم
- خداحافظ، آقای چپیس (۱۹۶۹)
- پرونده اودسا (۱۹۷۴)
- کتاب مقدس (۱۹۶۶)
- بی‌گناهان وحشی (برف‌های خونین) (۱۹۶۰)
- قلبم ندا می‌دهد (۱۹۳۵)